# 일산 대방디엠시티
일산 대방디엠시티(영어: Ilsan DAEBANG THE M CITY)는 대한민국 경기도 고양시 일산서구 대화동에 위치한 아파트 단지이다.